# يوحنا المعمدان
يُوحَنَّا الْمَعْمَدَان أو يحيى المعمداني هو من عمّد يسوع المسيح. وُلد بحسب الإنجيل من والدين تقيّين وهما زكريا الكاهن وأليصابات ويذكر التقليد المسيحي عين كارم على أنها موطن زكريا وأليصابات أبوي يوحنا المعمدان سابق المسيح. وهو النبي يحيى بن زكريا لدى الديانة الإسلامية ونبي الديانة الصابئية المندائية لدى الصابئة حيث ينسب له كتاب دراشة أد يهيا (تعاليم يحيى) وهو أحد الكتب المقدسة في الديانة المندائية، كما أن يحيى أو يوحنا المعمدان أو يحيى بن زكريا يعتبر نبياً حسب الديانة الدرزية والبهائية.

## الألقاب
اللقب الأشهر ليوحنا هو «المعمدان» وذلك لكونه عمّد يسوع، غير أن هذا اللقب لم يكن متداولاً على نطاق واسع في كتابات العهد الجديد بل إنه استعمل للإشارة إلى يسوع نفسه كما في الرسالة إلى العبرانيين 6\20. وكان أول من دعا يوحنا بالمعمدان هيراكليون الغنوصي في القرن الثاني خلال شرحه إنجيل يوحنا، وبعد ذلك استعمله عدد من كبار آباء الكنيسة مثل كليمنت الإسكندري وأوريجانوس، ومن خلالهم دخل حيّز الاستعمال على نطاق واسع؛ وقد قبلت الكنيسة، بوصفها المؤسسة الرسمية في المسيحية، تسمية «المعمدان» و«السابق» و«المعمدن للمسيح» و«الشهيد الأول» و«الصائم» و«أقرب صديق للمسيح» كألقاب أخرى مضافة إليه، غير أن الكنائس ذات التراث الشرقي والكنائس ذات التراث الغربي شاع في كليها على حد سواء لقب «المعمدان» حتى أصبح رديفًا لاسم اليوم.

## مولده في العهد الجديد

### عائلته
حسب المصادر الرسمية في المسيحية فإن والد يوحنا هو زكريا النبي ووالدته هي أليصابات وكلاهما من أسباط بني إسرائيل وتحديدًا من السبط الذي أوكل إليه حسب رواية العهد القديم منذ أيام النبي موسى شؤون الخدمة الدينية للأسباط وهو سبط اللاويين، وكانت مهام السبط تشمل خدمة تابوت العهد وبعد أن شيد النبي سليمان هيكل بيت المقدس أوكل إليهم خدمته أيضًا وجُعلت حكرًا عليهم، بحيث يورث الآباء مهنتهم للأبناء. وقد كانت عادة كل سبط أن يُقسم بدوره إلى مجموعة من الفرق، بحيث تشكّل كل فرقة من ذرية أحد شيوخ السبط، وبحسب إنجيل لوقا فإن يوحنا ينتسب لفرقة أبيا،لوقا 1\5] أما أليصابات فهي بدورها من سبط لاوي، إذ يشير إنجيل لوقا أنها من ذرية هارون شقيق موسى النبي، ومن المعروف أن سبط اللاويين إنما هو ذرية النبي هارون، حسب ما جاء في رواية سفري الخروج والعدد، غير أنه صمت حول فرقتها.لوقا 1\5] ويعود سبب تقسيم سبط اللاويين خاصةً إلى فرق لكثرة عددهم، فخلال عهد الملك هيرودس الأول كان يوجد نحو عشرين ألف كاهن في كل أنحاء البلاد، وهو عدد ضخم من أن يتمكن معه كل الكهنة من الخدمة في الوقت نفسه، ولذلك قُسِّمَ الكهنة إلى أربع وعشرين فرقة منفصلة قوام كل فرقة بين 800 و1000 كاهن وذلك حسب تعليمات مذكورة في سفر أخبار الأيام الأول.
وعن حياة هذه الأسرة يقول الإنجيل: "وكان كلاهما بارين أمام الله، سالكين في جميع وصايا الرّب وأحكامه كلها بغير لوم".لوقا 1\6] غير أنّ أليصابات كانت عاقرًا وهي وزوجها متقدمين في السن. وفي المجتمعات الشرقية القديمة ومنها المجتمع اليهودي فإن قيمة المرأة كانت تقاس بمقدار قدرتها على إنجاب الأطفال، ولذلك فإن التقدم في السن بدون إنجاب غالبًا ما يؤدي إلى مشكلات شخصية وعار اجتماعي، إلى جانب ذلك كان ينظر إليه مصابًا من قبل الله، لعدم صلاح العائلة. ما يشكل - من وجهة نظر المجمع - سببًا إضافيًا لمزيد من النبذ والعزلة. وبالتالي تنطوي آية إنجيل لوقا على تناقض مع وجهة نظر المجتمع آنذاك: "وكان كلاهما بارين أمام الله، يسلكان وفقًا لوصايا الرب وأحكامه كلها بغير لوم، ولكن لم يكن لهما ولد، إذ كانت أليصابات عاقرًا وكلاهما قد تقدما في السن كثيرًا".لوقا 1\5-6] وبالتالي فإن إنجيل لوقا يحاول أن يظهر أن ما قد يعتبر تناقضًا في الظاهر لا يمكن أن يحتمل تناقضًا حتميًا من وجهة نظر الله. ويقول إنجيل لوقا إن عائلة زكريا كانت تسكن في «جبال يهوذا» التي تقع إلى الجنوب الشرقي من القدس على الطريق نحو بيت لحم، وقد قال أغلب آباء الكنيسة وكذلك مؤرخون معاصرون أنها قرية يطا قرب الخليل والمعروفة تاريخيًا باسم «حبرون».

### البشارة

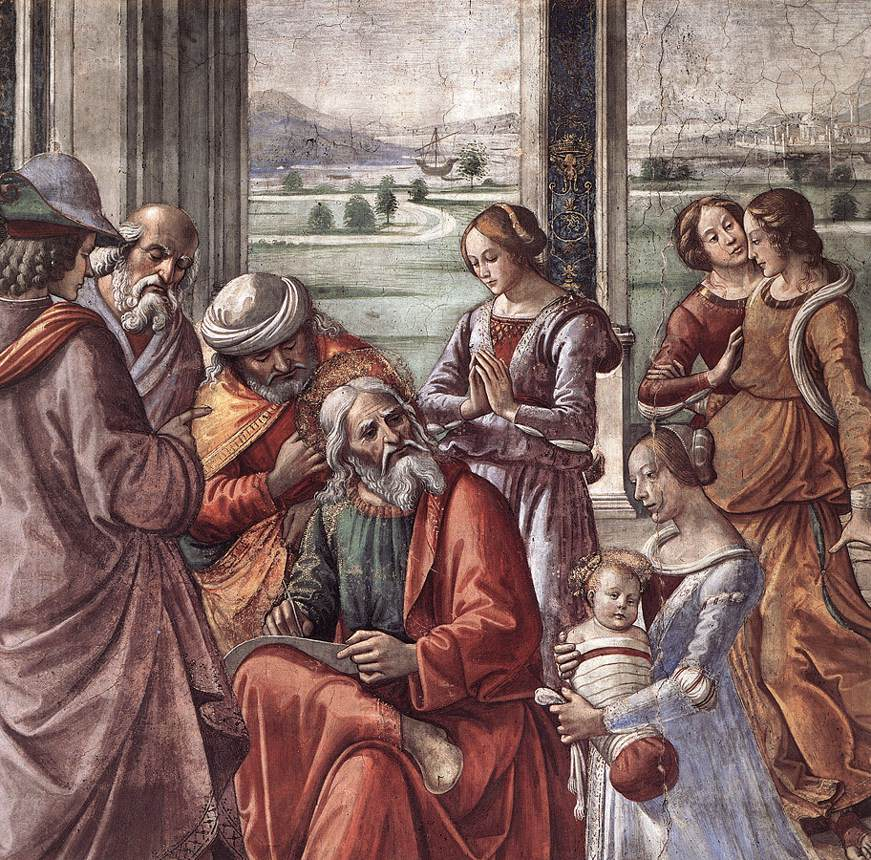
زكريا يكتب أسفل اسم ابنه. دومنيكو غرلاندايو. كابيلا تورنابوني مينا، سانتا ماريا نوفيلا، فلورنسا.

عندما حان موعد فرقة أبيا التي ينتسب إليها زكريا في خدمة الهيكل والتي تستمر وفق التقاليد المتوارثة من أيام سفر أخبار الأيام الأول لمدة أسبوعين، سافر زكريا نحو القدس؛ وهناك يجري الكهنة قرعة لمعرفة من يدخل إلى الهيكل ليقوم بحرق البخور فوقعت القرعة على زكريا، وهو الأمر الذي يمكن ألا يحدث ولا حتى مرة واحدة في حياة الكاهن، أما حرق البخور فيتم في الغرفة الداخلية في الهيكل المعروفة باسم «القدس»، وبشكل عام فإن الهيكل مقسوم إلى ثلاث أقسام الأول للعامة والثاني هو «القدس» والذي يسمح للكاهن فقط دخوله، والثالث هو «قدس الأقداس» ولا يدخله إلى رئيس الكهنة ولمرة واحدة في العام يوم عيد الغفران، وكان البخور يحرق مرتين يوميًا كل صباح ومساء كما ذكر في مزامير داود، ويتزامن إحراق البخور مع رفع الناس لصلواتهم وطلباتهم إلى الله.
وبينما كان زكريا يحرق البخور: "ظهر له ملاك من عند الرّب واقفًا عن يمين مذبح البخور".لوقا 1] ويكشف إنجيل لوقا على لسان الملاك أنه جبرائيل، ووفق المعتقدات المسيحية هو نفسه الملاك الذي نقل بشارة حمل مريم العذراء، اما ردة فعل زكريا فقد كانت الخوف الشديد، لذلك طمأنه الملاك: "لا تخف يا زكريا، فإن طلبتك قد سُمعت، وزوجتك أليصابات ستلد لك ابنًا".لوقا 1] ويذكر في العهد القديم عدة قصص مشابهة عن تبشير ملائكة بولادة شخص، فحصل ذلك مع شمشون الجبار والنبي إيليا؛ وكما حصل في بشارة يسوع اللاحقة فقد أخبر الملاك ما يجب أن يسمى به الطفل عندما يولد: "وأنت تسميه يوحنا".لوقا 1\13] وتابع الملاك بأن مولد يوحنا سيسبب الفرح والابتهاج ليس فقط لأسرته بل "سيفرح الكثيرون بولادته"لوقا 1\14] وذلك كما يقول الملاك في إنجيل لوقا لأنه سيكون ممتلئًا من الروح القدس، «منذ أن يكون في بطن أمه»، ولأنه «سيرد الكثيرين من بني إسرائيل إلى الرب إلههم»، ولأنه «سيكون له روح إيليا وقدرته» فيردّ «العصاة إلى حكمة الأبرار» وبالتالي فهو «عظيم أمام الرب» إذ «يهيئ له شعبًا معدًا». ولهذه المناسبة، وكما طلب سابقًا من شمشون وإيليا وغيرهما، فإن الطفل لن يشرب خمرًا ولا مسكرًا،لوقا 1\18] ويعتبر ذلك جزءًا من عهد النذور التي يعلنها الشخص تجاه الله كما جاء في غير موضع من التوراة.

### شكّ زكريا
يعتبر موضوع الشك سمة بارزة في مراحل مختلفة من الكتاب المقدس، فقد أظهر كل من إبراهيم وسارة وموسى والأسباط وجدعون قبلاً حين بلغوا رسالة ما شكًا في إمكانية تحققها، وكذلك فعل زكريا حين بلغه الملاك جبرائيل ذلك، إذ ظنّ أنه من المستحيل بالنسبة له ولزوجته العاقر في شيخوختهما، أن يستطيعا إنجاب طفل رغم كلام الملاك الحاسم وما تبعه من إغداق صفات على الطفل الوعود. غير أن جواب الملاك كان واضحًا: أنا جبرائيل الواقف أمام الله، وقد أرسلت لأكلمك وأبشرك بهذا".لوقا 1\19] وبعد أن طلب زكريا دليلاً على صحة كلام الملاك الذي سيتم في حينه،لوقا 1\19] أخبره الملاك أنّ زكريا لن يستطيع الكلام حتى يولد الطفل.لوقا 1\19]

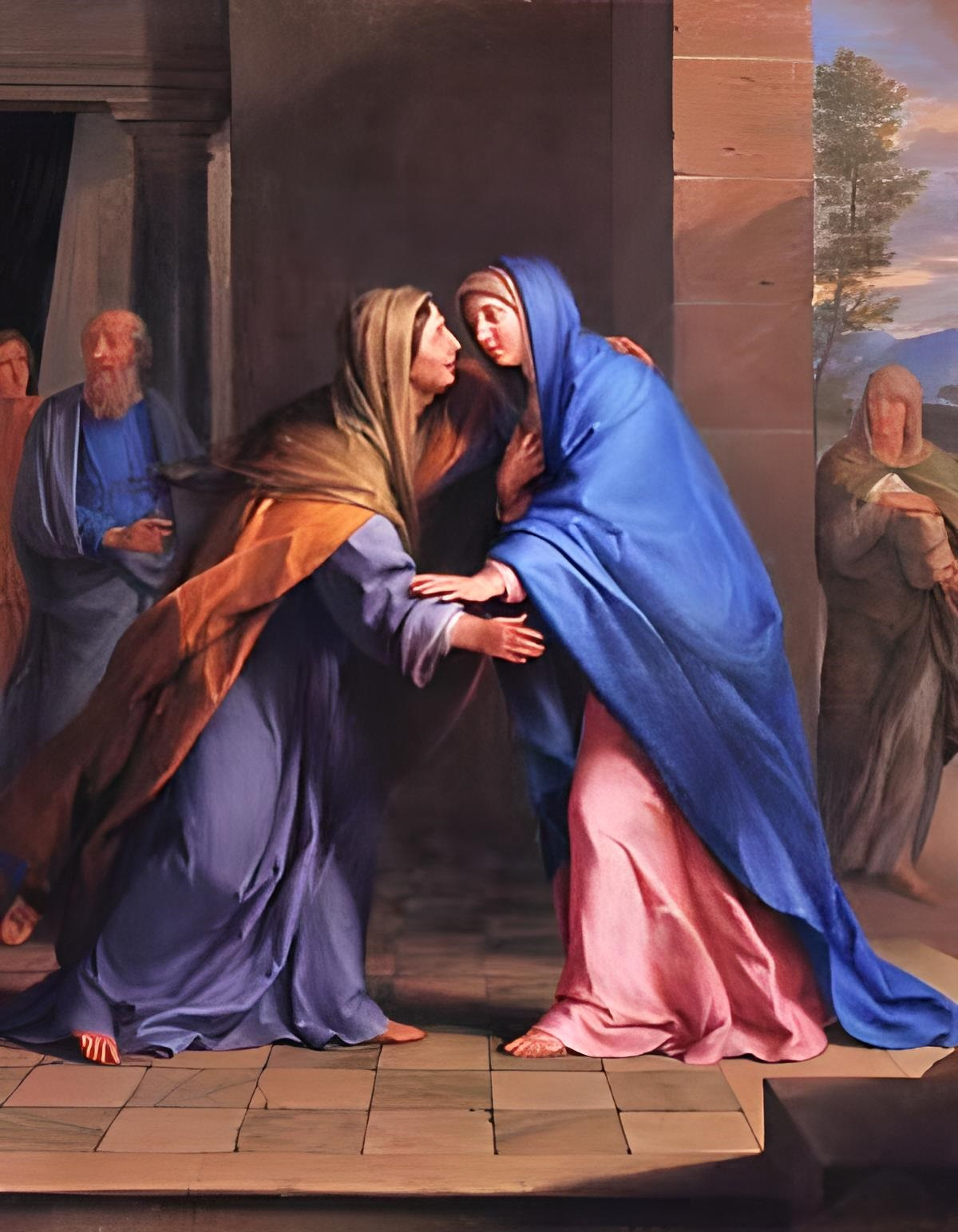
أليصابات (يسار) تستقبل مريم في بيتها، رسم فيليب دي شامبين، القرن السابع عشر.

حسب رواية إنجيل لوقا فإن زكريا قد أطال الوقت داخل الهيكل، وأنّ الشعب كان واقفًا في الخارج ينتظر ليقوم الكاهن الذي أحرق البخور بتقديم البركمة اليومية كما هو وارد في سفر العدد، وعندما خرج زكريا ولم يستطع أن يتكلم، عرف الشعب أنه قد رأى رؤيا داخل الهيكل، فأخذ يشير إليهم وظلّ أخرسًا، ولما كملت أيام خدمته رجع إلى بيته.لوقا 1\23] ثم يؤطر إنجيل لوقا حادثة الحمل بأنها: "وبعد تلك الأيام، حبلت أليصابات".لوقا 1\25] إلا أنها كتمت أمر حملها خمسة أشهر وأبدت سرورها: "هكذا فعل الرب بي في الأيام التي فيها نظر إلي، لينزع عني العار بين الناس".لوقا 1\25]

### بشارة مريم وزيارتها أليصابات
بعد بشارتها سافرت مريم من الناصرة إلى بيت أليصابات في جبال يهوذا،لوقا 1\39] وعندما ألقت سلامها على أليصابات وفق رواية إنجيل لوقا قفز الجنين في بطن الأخيرة، فقالت أليصابات: "مباركة أنت بين النساء، ومباركة ثمرة بطنك".لوقا 1\42] وقد أضافت الكنيسة هذه العبارة لاحقًا إلى السلام الملائكي. ثم أردفت: "فإنه ما إن وقع صوت سلامك في أذني، حتى قفز الجنين ابتهاجًا في بطني".لوقا 1\44] فأنشدت حينها مريم النشيد المعروف باسمها، ويقول الإنجيل أن مريم مكثت في بيت أليصابات ثلاثة أشهر وأنها بعد أن ولد يوحنا عادت إلى بيتها.لوقا 1\56]

### مولد الطفل وختانه
ولد يوحنا لعائلة زكريا، وانتشر الفرح بين سكان المنطقة وأقارب العائلة،لوقا 1\58] وفي حفلة ختان الطفل التي تتم وفق الشريعة اليهودية في اليوم الثامن لميلاده، والتي خلالها يمنح اسما، كاد أفراد العائلة أن يسموه زكريا على اسم أبيه، إلا أن أليصابات اعترضت وطلبت أن يسمى «يوحنا».لوقا 1\60] فأبدى الحضور استغرابهم لعدم وجود أحد في العائلة بهذا الاسم، وسألوا زكريا رأيه في الموضوع، فأخذ لوحًا وكتب عليه «اسمه يوحنا»،لوقا 1\62] تمامًا كما طلب منه الملاك جبرائيل حين ترائى له في الهيكل، وفي حال كما يقول إنجيل لوقا، انفتح لسان زكريا وتكلم مباركًا الله وردد نشيدًا يصفه علماء الكتاب المقدس باسم «نشيد زكريا»، استرجع خلاله زكريا ملخصًا لتاريخ بني إسرائيل مذكرًا بعظمة أعمال الله من إبراهيم و«إلى الأبد». ثم تنبأ لابنه:لوقا 1\76-78]
| يوحنا المعمدان | أنت أيّها الطفل سوف تدعى نبي العليّ، لأنك ستتقدم أمام الرب لتعد طرقه. لتعطي شعبه المعرفة بأن الخلاص هو بمغفرة خطاياهم، بفضل عواطف الرحمة لدى إلهنا، تلك التي تفقدنا بها الفجر الشارق من العلى. | يوحنا المعمدان |

وقد تحولت حادثة مولد يوحنا إلى موضع الحديث والنقاش «في جبال اليهودية كلها» كما يذكر في إنجيل لوقا،لوقا 1\65] وكان الناس يتسائلون حول مستقبل هذا الطفل: "فقد كانت يد الله معه".لوقا 1\66]

## نشاط يوحنا ومواعظه

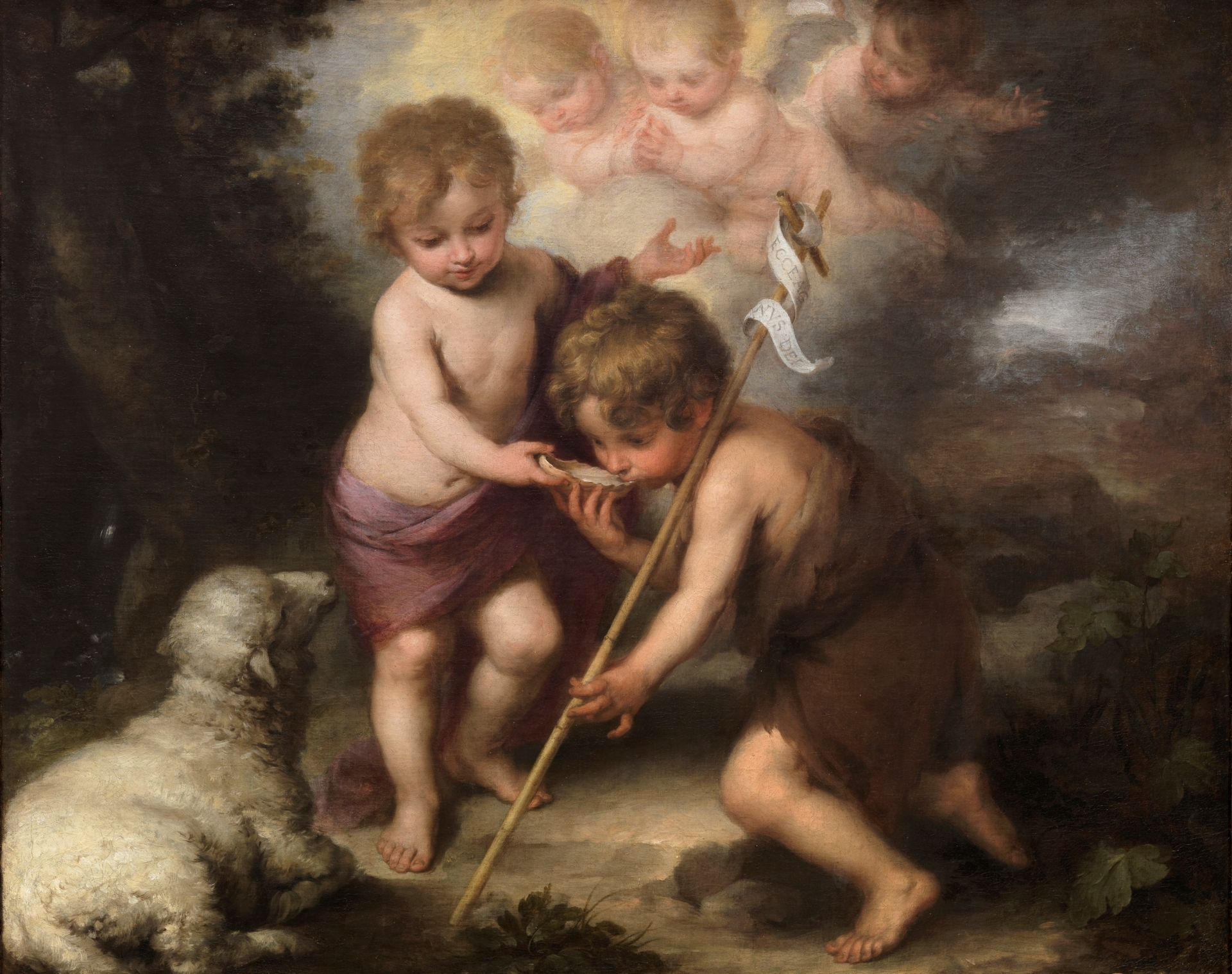
يسوع ويوحنا المعمدان طفلين، بريشة موريلو، القرن السابع عشر.

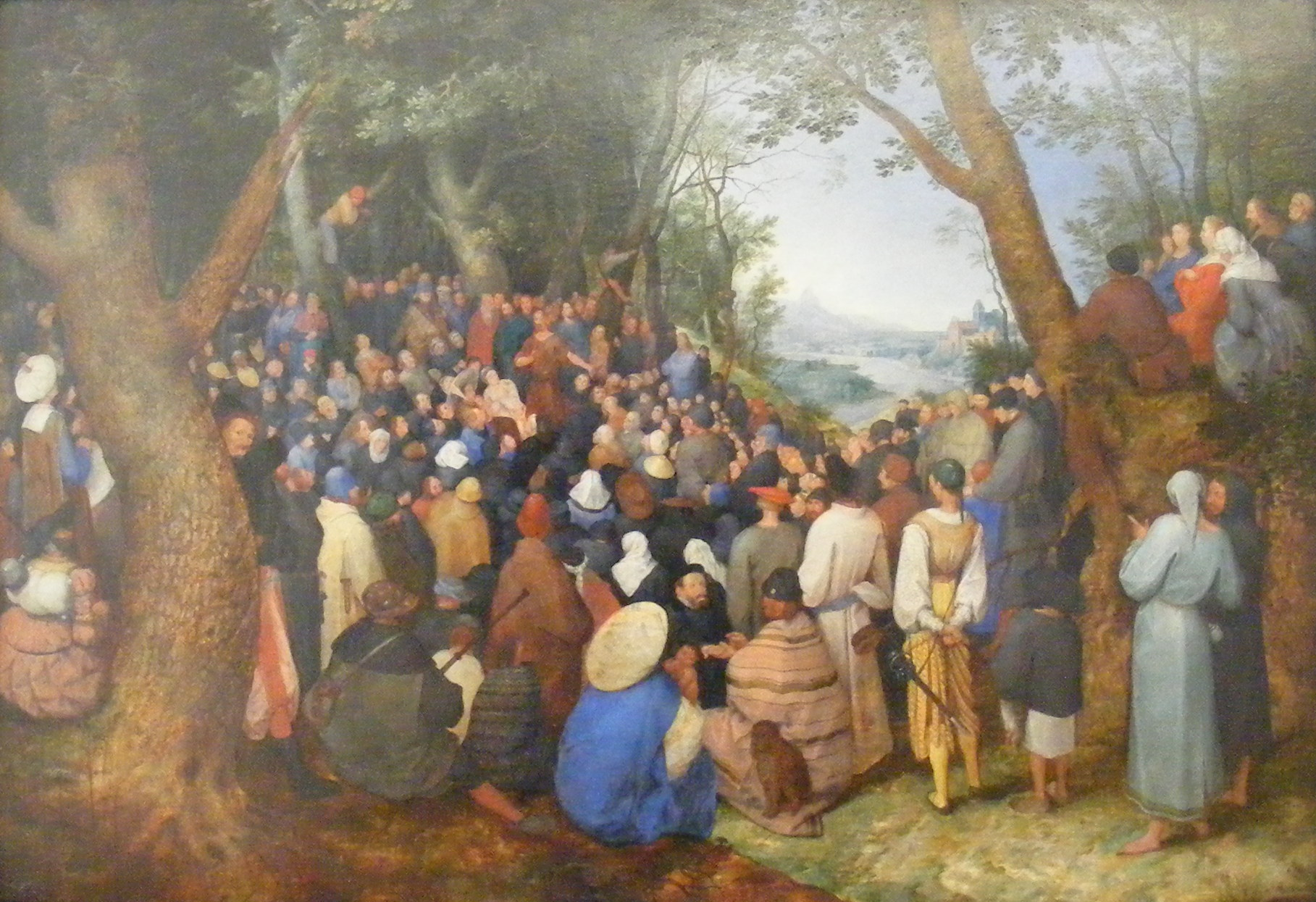
يوحنا يعظ الجموع، بريشة بوغيلي، القرن السادس عشر.

يقول إنجيل لوقا أن يوحنا بدأ نشاطه العلني في السنة الخامسة عشر من حكم تيبريوس،لوقا 3\1] ومن الثابت تاريخيًا أن تيبيروس أصبح إمبراطورًا عام 14 هذا يعني أن يوحنا المعمدان قد بدأ نشطاه بين عامي 28 أو 29، ويُسمى في النص الإنجيلي «يوحنا بن زكريا» ويقول أنه انتقل من البرية إلى النواحي المحيطة بنهر الأردن، ويشير دارسو الكتاب المقدس إلى رمزية خاصة في اختيار نهر الأردن، ففي هذا المكان تحديدًا وعلى ما يروي سفر يشوع جدد بنو إسرائيل ميثاقهم مع الله بعد أن تاهوا في الصحراء أربعين عامًا. ومن هناك "أخذ ينادي بمعمودية التوبة لمغرفة الخطايا". ويضيف إنجيل متى تفصيلاً آخر: "كان يوحنا المعمدان يبشر قائلاً: "توبوا فقد اقترب ملكوت السموات"".متى 3\2] وهو بذلك كما يرد في إنجيل متى ومرقس ولوقا ويوحنا يحقق النبؤة التي وردت عنه في سفر أشعياء:
| يوحنا المعمدان | صوت منادٍ في البرية، أعدّوا طريق الرّب واجعلوا سبله مستقيمة. كل وادٍ سيردم وكل جبل وتل سينخفض وتصير الأماكن الملتوية مستقيمة، والأماكن الوعرة طرقًا مستوية، فيبصر كل البشر الخلاص الإلهي | يوحنا المعمدان |

وبذلك فحسب علم اللاهوت لم يكن يوحنا بن زكريا ينادي بالتوبة إلى الله والدعوة لغفران الخطايا فقط، بل كان يمهد الطريق ويعده أمام يسوع القادم من بعده. وحسب الرواية الرسمية في الأناجيل، فإن نشاط يوحنا نال صدىً وتجاوبًا في تلك المناطق فتقاطرت إليه الجموع طالبة التوبة حتى "خرج إليه أهل أورشليم ومنطقة اليهودية كلها وجميع القرى المجاورة للأردن".متى 3\5] ويقول «التفسير التطبيقي للعهد الجديد» أنه بلا شك فقد وفد إليه البعض بدافع الفضول، خصوصًا أن صفات يوحنا كانت غريبة كما تجمع الأناجيل الإزائية على وصفه، يلبس ثوبًا من وبر الجمال ويشدّ وسطه بحزام من جلد ويأكل الجراد والعسل،متى 3\4] وهو ما يناسب عمومًا الحياة البرية التي كان يوحنا قد عاشها وإن كنا لا نعرف وافر التفاصيل عنها. أيضًا فإن من العناصر التي ساهمت بجذب الناس نحو يوحنا كما يقول النقاد هو هجمومه العنيف على الملك هيرودوس أنتيباس والقادة الدينيين من فريسيين وصدوقيين، وإظهاره أخطائهم على العلن وحاجتهم للتوبة كعامة الشعب، وذلك كان جسارة كلفته حياته لاحقًا.
كان يوحنا يعظ الجموع ويوبخها حتى أنه وصفها «بأولاد الأفاعي»،لوقا 3\7] ويخصّ إنجيل متى العبارة السابقة للفريسيين والصدوقيين منهم فقط، وربما يعود سبب ذلك لكون إنجيل لوقا وجه إلى اليونانيين الذين لا يعرفون تقسيمات المجتمع اليهودي وأحزابه على العكس من إنجيل متى الذي وجه إلى يهود الشتات. وأيًا كان فإن سياق النصّ يظهر أن يوحنا إنما كان يقرع من يكتفي بالمعمودية لغفران الخطايا دون أن يدعمها بالأعمال: "فاثمروا ثمارًا تليق بالتوبة".لوقا 3\8] أي أنه دعاهم لعدم العماد خوفًا من العقاب بل حبًا بالله. كما يقرع يوحنا أيضًا اليهود منتقدًا عقيدة «شعب الله المختار»: "لا تقولوا لنا إبراهيم أبًا، فإني أقول لكم إن الله قادر أن يطلع من هذه الحجارة أولادًا لابراهيم".لوقا 3\8] ويقول «التفسير التطبيقي للعهد الجديد» أنه لا بدّ أن كثير من اليهود قد صدموا حينما سمعوا يوحنا يقول أن النسب والبنوة لا تنفع، وأن العلاقة مع الله لا تحددها سلاسل الأنساب. ويقدّم قولاً كان له دور بارز في النقاشات اللاهوتية اللاحقة في الحياة المسيحية حول علاقة الإيمان والعمل بالخلاص: "ها إن الفأس أيضًا قد وضعت على أصل الشجر: فكل شجرة لا تثمر ثمرًا جيدًا تقطع وتطرح في النار".لوقا 3\9] أي أن يوحنا من جديد أعاد الإعلان حول تلازم الأعمال الصالحة مع الإيمان الصادق. وعندما سألته الجموع عن الوصايا التي من الواجب اتباعها نصحهم يوحنا بعدم الطمع وإعالة الفقراء ومشاركة المحتاجين، وكذلك الابتعاد عن الأنانية واللامبالاة. ولم تشمل دعوة يوحنا اليهود فقط بل الجند الرومان أيضًا، فعندما بادروا بسؤاله قال لهم: "لا تظلموا أحدا، ولا تشتكوا كذبًا على أحد".لوقا 3\14]

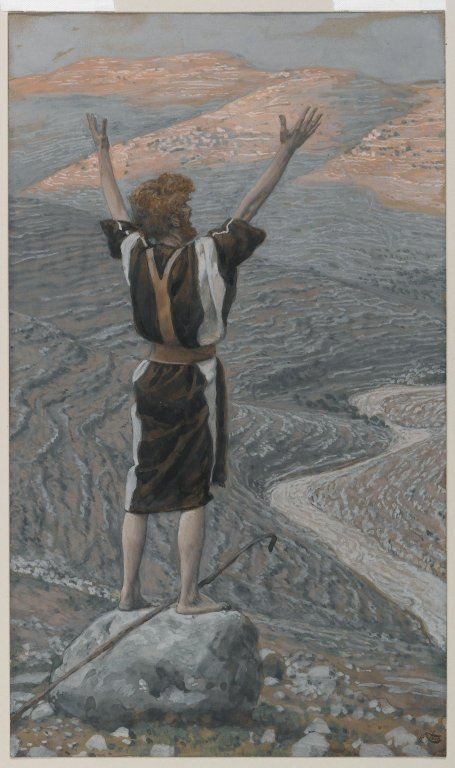
يوحنا المعمدان «الصوت الصارخ في البريّة». (لوقا 3 /4).

أما المعمودية التي كان يوحنا يقوم بها فهي رمز للاغتسال من الخطايا وبالتالي شكلت طقسًا عمليًا لرسالته القائمة على التوبة والإصلاح. نشاط يوحنا المعمدان كان قد تم خلال فترة عصيبة من تاريخ بني إسرائيل، إذ لم يرسل نبي لبني إسرائيل منذ أربعة قرون، وتحديدًا منذ عهد النبي ملاخي حسب الديانة اليهودية، وهذا ما خلق حالة من الانتظار لدى بني إسرائيل ليس فقط لنبي بل «للمسيح» الذي وعد به من أيام داود مخلصًا لبني إسائيل ومقيمًا للعدل والسلام على الأرض، ولذلك "كان الجميع يسائلون أنفسهم عن يوحنا: "هل هو المسيح؟".لوقا 3\15] أما جواب يوحنا فقد كان واضحًا بأنه ليس هو «المسيح»، بل قال إن المسيح حينما يأتي من بعده، لا يستحق يوحنا «أن يحل رباط حذائه»، وقال أيضًا أن المسيح حينما يأت سيعمد بالروح القدس.لوقا 3\16] ووفق العقائد المسيحية فإن يوحنا إنما كان يشير في حديثه إلى يسوع نفسه، ووفق هذه العقائد أيضًا فإن نبؤة يوحنا المعمدان عن «معمودية الروح القدس» قد تحققت فعلاً حين نزل الروح القدس على التلاميذ الاثني عشر وجموع من المؤمنين معهم، بعد عشرة أيام من ارتفاع يسوع إلى السماء حسبما جاء في سفر أعمال الرسل. وقد كتب العديد من اللاهوتيين وآباء الكنيسة عن سبب استخدام يوحنا للمعمودية، ويمكن جمع أبرز الآراء بأن يوحنا قد استخدم عملاً رمزيًا يستطيع الناس أن يروه ليدركوا ما هو مطلوب منهم أن يفعلوه، فالاغتسال الخارجي إنما هو رمز «لاغتسال داخلي من الخطيئة» وبمعنى آخر فإن يوحنا كان يعمد الناس علامة على أنهم إلتمسوا من الله أن يغفر خطاياهم، وغير أن العماد يظل علامة خارجية أما العلامة الحقيقية فهو بتغيير مواقفهم وارتدادهم عن الخطيئة. إلى جانب كون المعمودية عادة منتشرة في المجتمع اليهودي، وكثيرًا ما كان اليهود يعمدون غير اليهود الراغبين في اعتناق اليهودية، أما الكنيسة الأولى فقد ذهبت بالمعمودية لتفسير جديد وربطتها وبين موت يسوع وقيامته.

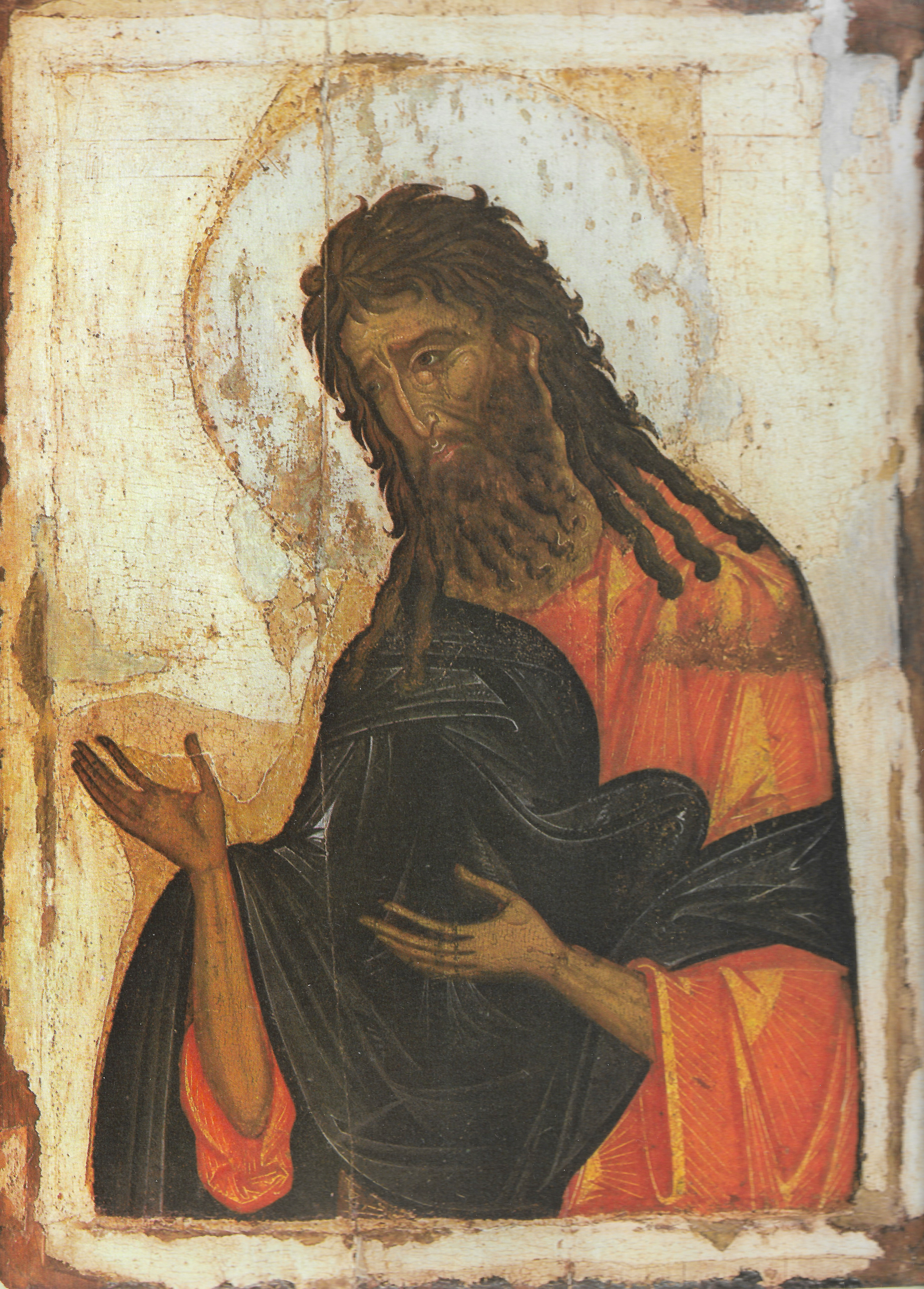
أيقونة يوحنا المعمدان في متحف الهيرميتاج.

إنجيل يوحنا بدوره يستعرض يوحنا المعمدان بأسلوبه اللاهوتي الخاص، ومن المتفق عليه بين علماء الكتاب المقدس أن إنجيل يوحنا ليس «تاريخ حياة» بل مجرد تقديم فكري عن يسوع وذلك يغلب عليه الطابع اللاهوتي والفلسفي الماورائي لأقوال يسوع وتعاليمه بل ومعجزاته أيضًا فيه، في إنجيل يوحنا يسأل الكهنة اليهود يوحنا عن ماهيته ودوره، فينفي أنه المسيح أو أنه إيليا الجديد أو أنه حتى نبي، وعندما سألوه عن لماذا يعمد أشار إلى «الآتي من بعده».يوحنا 1/13-27] ولعلّ خلاصة نظرة الإنجيل الرابع عن يوحنا المعمدان يمكن تأطيرها بما يلي:يوحنا 1/6-9]
| يوحنا المعمدان | ظهر إنسان أرسله الله اسمه يوحنا، جاء ليشهد للنور من أجل أن يؤمن الجميع بواسطته. لم يكن هو النور بل شاهدًا للنور، فالنور الحق الذي ينير كل إنسان كان آتيًا إلى العالم. | يوحنا المعمدان |

## مقتله
تزوج الملك هيرودس من هيروديا زوجة أخيه. وكان هيرودس يخاف يوحنا إذ قال له بأنه لا يجوز زواجه بزوجة أخيه فهذا لا يحل له. لذلك، سجن هيرودس يوحنا وكانت هيروديا حاقدة على يوحنا من ذلك وفي عيد ميلاد الملك هيرودس دعا العظماء والقواد لعشاء فاخر ودخلت ابنة هيروديا (سالومي) لترقص فسرّ هيرودس الملك والمتكئين معه وقال الملك لها أطلبي ما تشائين وسوف يتحقق حتى ولو نصف مملكتي وأقسم على هذا أمام الجمع فخرجت الصبية لعند أمها وتشاورت معها وطلبت رأس يوحنا المعمدان على طبق فحزن الملك جداً لأجل القسم. وأرسل الملك سيافاً وأمره أن يأتي برأس يوحنا. وأتي برأسه للصبية، والصبية بدورها أعطته لأمها  ودفن الرأس في دمشق.
وبذلك مات بعد ما يقرب السنتين على بداية تعليمه العلني وقبل سنة من موت من بشّر به. وعندما سمع تلاميذه بموته جاؤوا وأخذوا جثته ووضعوها في قبر. إن تاريخ موت يوحنا المعمدان في 29 آب والمعتمد في التقويم الكنسي ليس تاريخاً موثوقاً لأنه ليس مرتكزاً بقوة على مصادر موثوقة. ويقول العهد القديم بأنّ مكان دفنه هو السامرة وتوجد رفاته في كنيسة القديس سلفستر في روما، في حين يوجد رأسه في ضريح بقلب مسجد بني أمية في دمشق.

## في كتب الأبوكريفا والتقاليد اللاحقة
لم تُتَدَاوَل شخصية يوحنا المعمدان على نطاق واسع في الكتب الأبوكريفية، فعلى سبيل المثال لم يرد اسمه في «الإنجيل العربي» حتى في مقطع عماد يسوع. على أنّ عددًا آخر من هذه الأناجيل قد أضافت بعض التفاصيل اللاحقة لسيرته بعض منها أثبتته كتابات آباء الكنيسة في القرون اللاحقة، فذكر موقع ميلاده على أنه عين كارم إلى الجنوب من القدس حيث بنى الآباء الفرنيسكان ديرًا على اسمه لا يزال حتى اليوم المكان التقليدي لولادته، وقد قال رئيس الدير دانيال من عام 1113 أنّ راهبًا من دير القديس سابا، أخبره بوجود تقليد متناقل بين أهالي عين كارم، حول كون المنطقة هي منطقة ميلاد يوحنا المعمدان، وتعتبر هذه الإشارة الإشارة الوحيدة التي تعود لما قبل الحملات الصليبية حول موقع الميلاد، الذي أعاد إثباته عدد من المؤرخين الجدد كأرنست هونيغمان.

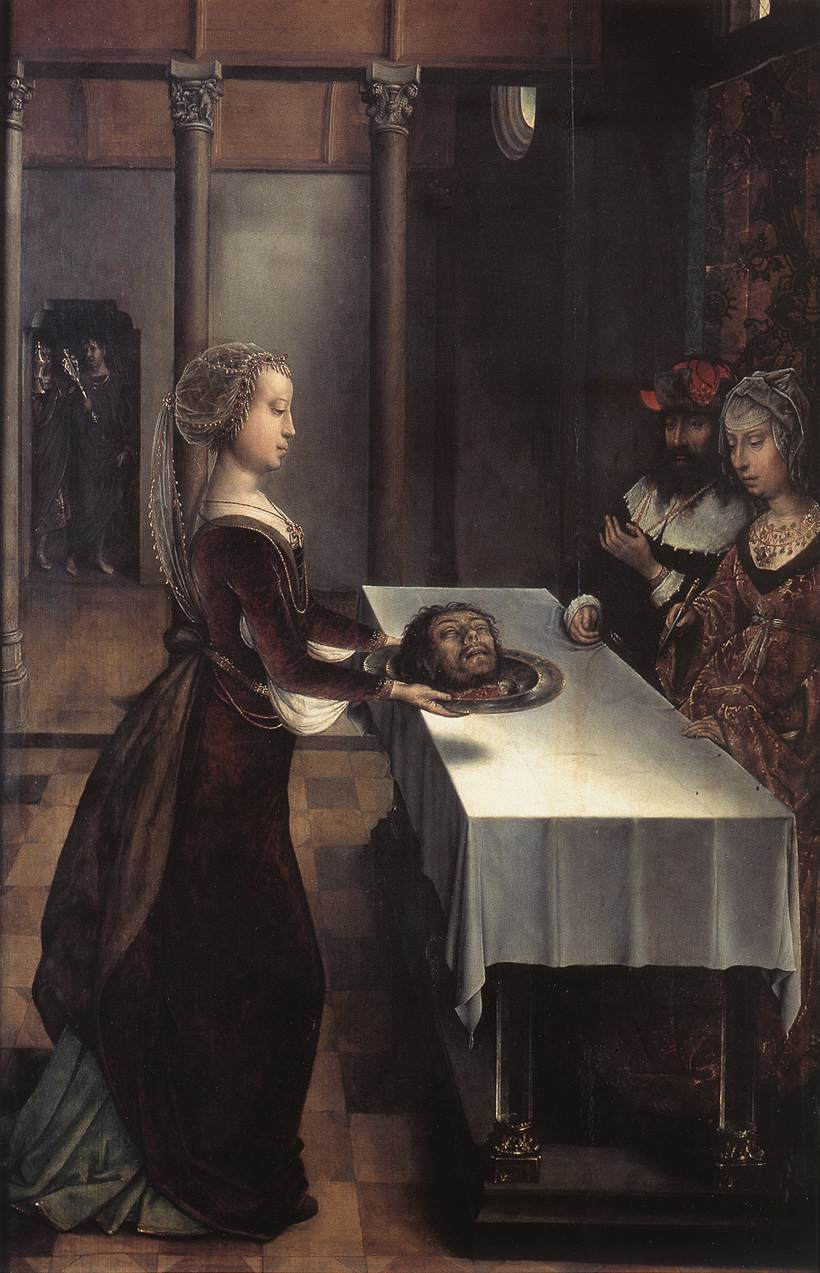
تقديم رأس المعمدان لهيروديا، بريشة دي فلادنيس من القرن السادس عشر.

الأناجيل القانونية لا تشير إلى مقتل والد يوحنا النبي زكريا، غير أن الأبوكريفا والتقليد ومنهم إنجيل الطفولة ليعقوب، نقلوا أن هيرودس الملك لما أطلق حملته لقتل أطفال بيت لحم كما هو وارد في إنجيل متى، هربت أليصابات بطفلها إلى الجبال والبراري وقضت هناك ست سنوات، وبعد ذلك توفيت وظل الصبي يوحنا مقيمًا في البرية، إلى حين بدء دعوته النبويّة. وجاء في هذه التقاليد أيضًا أن جند هيرودوس جاؤوا إلى النبي زكريا وسألوه عن مكان الولد، فأجابهم أنه لا يعلم، فما كان منهم إلى أن قتلوه. هناك رواية ثانية في الأبوكريفا لهذه الأحداث تقول أن النبي زكريا حمل الطفل إلى القدس ووضعه على المذبح في هيكل الرّب، فعندما أدركه الجند ليقتلوه صلّى إلى الله لكي ينفذ الطفل، فخطفه ملاك إلى بريّة تدعى «بريّة الزيفانا»، ولأن الجنود لم يجدوا الطفل قتلوا والده زكريا بين الهيكل والمذبح، وفي رواية ثالثة أن أليصابات عندما سمعت أن جند هيرودس يريدون قتل أطفال بيت لحم وما جاورها، هربت نحو براري تلك المنطقة للاختباء، ولكنها لم تجد مكانًا تختبئ فيه، فصلّت إلى الله لتجد مخبئًا فانشقّ جبل قريب، فاختبأت داخله مع طفلها، إلى جانب وجود ملاك أمّن حماية لهم. نالت الرواية الأولى شعبية أكبر في أوساط آباء الكنيسة، وفي تقليد الكنيسة الكاثوليكية وكذلك الأرثوذكسية الشرقية والمشرقية فإن زكريا قد قُتل على يد جند الملك هيردوس، في حين صمتت الرواية الرسمية عن طريقة موته وعن وضع يوحنا وأمه خلال هذه الفترة الطويلة، من مولده وحتى بداية نشاطه العلني.
وفقًا لتقليد بيزنطي يعود للقرن الخامس فإنه بعد خمس أشهر من ولادة يوحنا، ظهر ملاك الرب لأليصابات وأخبرها أنها يجب أن تفطم الصبي وتبدأ في تعويده على تناول الجراد والعسل البري وهو الطعام الذي ذكرته الأناجيل الرسمية على أنه طعام يوحنا المعتاد. وهناك تقليد آخر ينصّ على أن يوحنا بدأ دعوته العلنيّة في سن الثلاثين وهو السن الرمزي لكمال البلوغ، كما أنه السن التقليدي لبداية دعوة يسوع ومن المعروف وجود التزامن في دعوتي يسوع ويوحنا، إلى جانب أن العهد القديم ينصّ أن أبناء اللاويين يجب عليهم بداية خدمتهم الكهنوتية في سن الثلاثين.
حسب رواية إنجيل العبرانيين، فإن يسوع لم يكن يريد أن يذهب للاعتماد على يد يوحنا، وقال لأمه مريم: «لم أرتكب أي خطأ يوجب أن أعتمد على يديه»، وفي رواية أخرى أن يوحنا عندما شهد حلول الروح القدس على يسوع خلال العماد وفق رواية الأناجيل الرسمية، سقط على ركبتيه وقال: «أنا ألتمس إليك، يا رّب، أن تعمدني»، لكن يسوع أجابه: «ما كُتب يجب أن يتم، ويجب الوفاء به». وفي رسالة منسوبة للقديس كليمنت الإسكندري فإن يوحنا المعمدان لم يتزوج البتّة وظلّ عازبًا طوال حياته. وأشارت تقاليد أخرى أن هيروديا لم تشف غليلها بقتل المعمدان، فعمدت إلى غرز إبر في لسانه، ثم قبلت دفنه خارج المدينة. أما في إنجيل نيقوديمس الذي يعود للقرن الخامس، فقد جاء أن يوحنا بعد وفاته ذهب إلى الجحيم وقام هناك بنشر الكرازة في «مثوى الأموات»، فبشّر بأن يسوع سيأت بدوره إلى مثوى الأموات منتصرًا بذلك على الموت، وليدخل الصالحين من الأموات إلى النعيم بعد أن كان مغلقًا منذ سقوط آدمو حتى قيامة يسوع، وكان من أول الداخلين إلى النعيم هو يوحنا نفسه؛ وعمومًا فإن هذه الروايات بمجموعها «تعطي لمحات عن حالة الضمير المسيحي وأساليب التفكير في القرون الأولى من العصر المسيحي».

## نظرة المذاهب المسيحية ليوحنا المعمدان

### الكنيسة الأرثوذكسية الشرقية

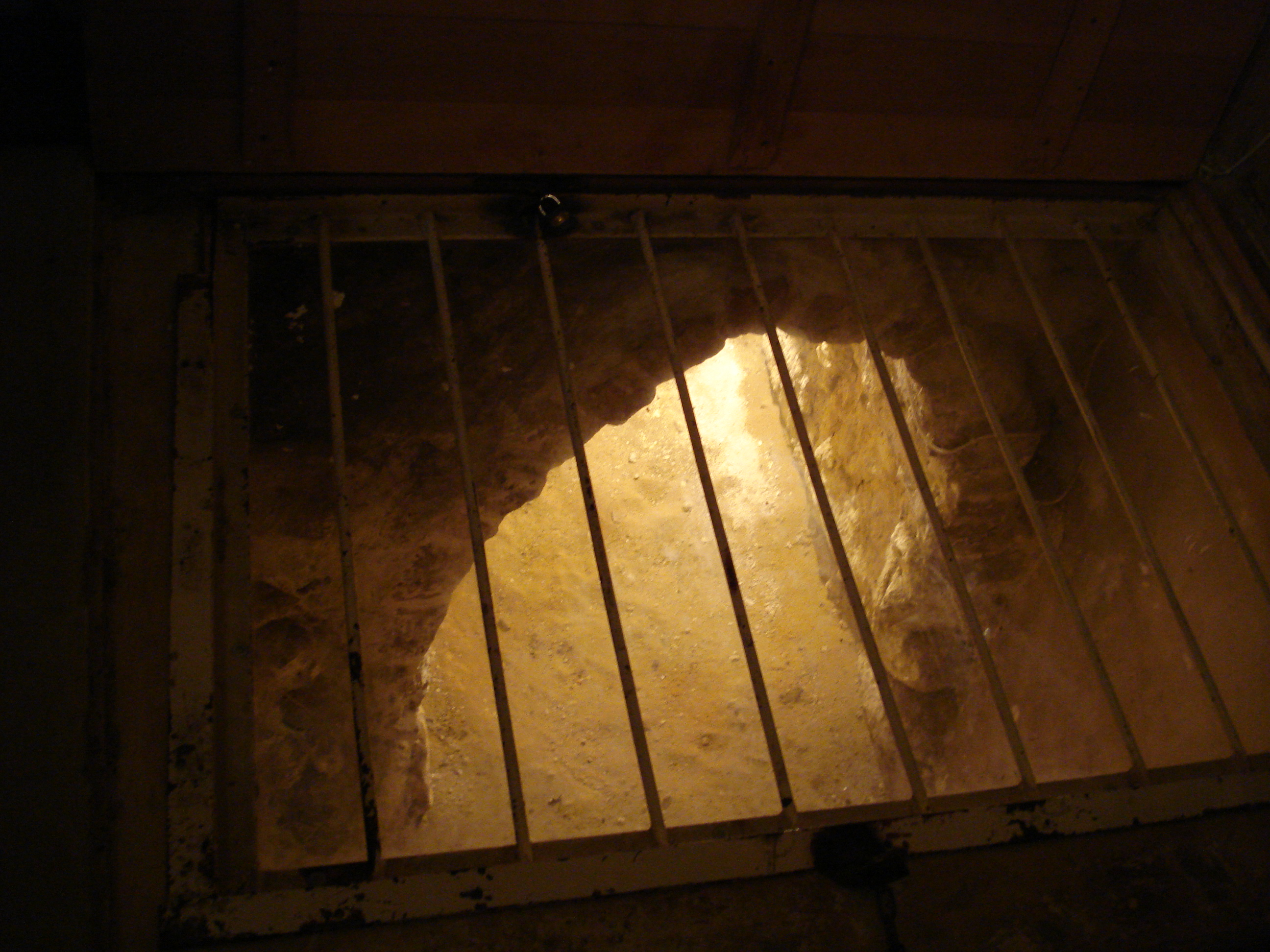
المغارة التي وجد فيها بقايا عظام يعتقد أنها تخص القديس يوحنا في دير الأنبا مقار في مصر

تعتقد الكنيسة الأرثوذكسية الشرقية أن يوحنا كان آخر أنبياء العهد القديم، وأنه بمثابة الجسر الذي يربط بين فترة الوحي والعهد الجديد. كما أنهم يقولون أنه عند وفاته، بشر بأن يسوع المسيح سيلحق به. كما يعتقدون أن يوحنا المعمدان وقت موته ظهر لأولئك الذين لم يسمعوا عن السيد المسيح، وبشرهم به.
يوحنا أيضا هو أحد قديسي الكنيسة الأرثوذكسية الشرقية وكل يوم ثلاثاء على مدار السنة مكرس لذكراه.
تحتفل به الكنيسة الأرثوذكسية الشرقية في ست أيام منفصلة:
- 23 سبتمبر ذكرى الحمل بالقديس يوحنا.[28]
- 7 يناير يوم القديس يوحنا. (وهو ذكرى نقل بقايا يده اليمنى من أنطاكية إلى القسطنطينية في 956)
- 24 فبراير العثور للمره الأولى وللمرة الثانية على رأس القديس يوحنا.
- 25 مايو العثور الثالث على رأس القديس يوحنا.
- 24 يونيو ذكرى ميلاد القديس يوحنا.
- 29 أغسطس ذكرى قطع رأس القديس يوحنا.

بالإضافة إلى 5 سبتمبر هو ذكرى الاحتفال بزكريا الكاهن وإليصابات، والدا يوحنا المعمدان. كما تحتفل الكنيسة الأرثوذكسية الروسية في يوم 12 أكتوبر بنقل اليد اليمنى للقديس يوحنا من مالطا إلى غاتتشينا في عام 1799.

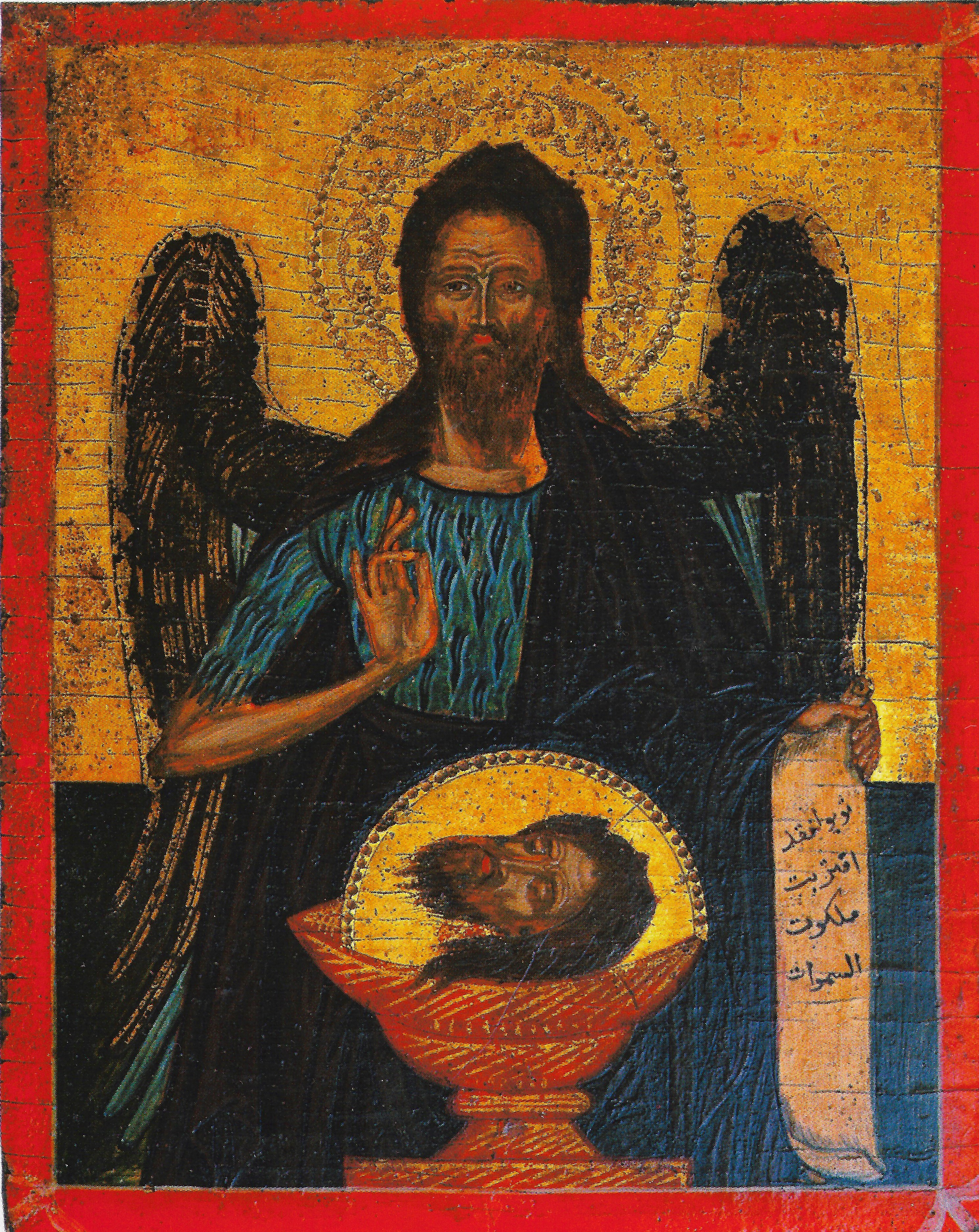
أيقونة بيزنطية لتذكار قطع رأس يوحنا المعمدان

### الكنيسة الكاثوليكية الرومانية
تحتفل الكنيسة الكاثوليكية الرومانية بيوحنا المعمدان في يومين من العيد :
- 24 يونيو ميلاد القديس يوحنا المعمدان.
- 29 أغسطس ذكرى قطع رأس القديس يوحنا المعمدان.

### كنيسة يسوع المسيح لقديسي الأيام الأخيرة
تقر كنيسة يسوع المسيح لقديسي الأيام الأخيرة، بوجود يوحنا المعمدان. وفقا اعتقادهم، فأن يوحنا تم ترسيمه بواسطة ملاك، عندما كان عمره 8 أيام، للإطاحة بمملكة اليهود وإعداد الناس للرب. كما يدعي أنه قد عمد بعد حين في طفولته.
اتباع كنيسة يسوع المسيح لقديسي الأيام الأخيرة يعتقدون بأن يوحنا المعمدان ظهرت على ضفاف نهر سسكويهانا بولاية بنسلفانيا، لجوزيف سميث وأوليفر كودري في 15 مايو عام 1829، ورسّمهم كهنة. وفقا لكتاب مورمون، فإن يوحنا المعمدان هو آخر أنبياء العهد القديم، وأول أنبياء العهد الجديد، وأنه تم إرساله ليرسّم كهنتهم.

## آراء الديانات الأخرى

### وجهة النظر الإسلامية

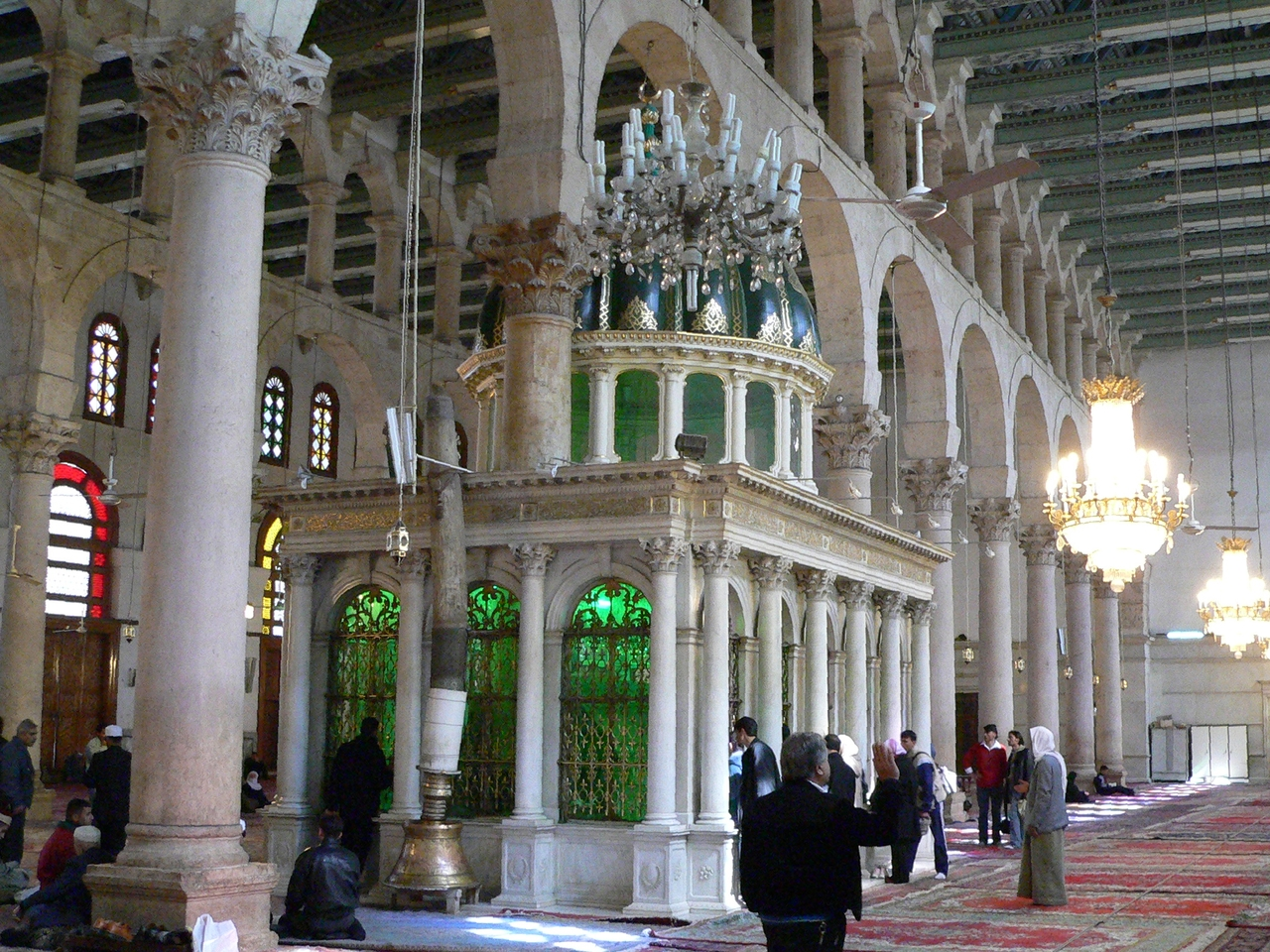
مقام النبي يحيى في المسجد الأموي، دمشق.

يعرف يوحنا المعمدان باسم يحيى باللغة العربية وفي القرآن. حيث ورد ذكره في سورة مريم، كابن لزكريا كافل مريم وابن خالة عيسى. يورد القرآن الكريم قصة مماثلة لتلك التي في إنجيل لوقا، بما في ذلك عقم زوجة زكريا، وتبشير الملائكة لزكريا بمولد يحيى.
نبي الله يحيى بن زكريا، من وجهة النظر الإسلامية، أوتي الكتاب والحكمة من قبل الله، بينما لا يزال صبياً. قال تعالى ﴿يَا يَحْيَى خُذِ الْكِتَابَ بِقُوَّةٍ وَآتَيْنَاهُ الْحُكْمَ صَبِيًّا ۝١٢﴾. كما وصفه بأنه «نبيا من الصالحين»، قال تعالى: ﴿فَنَادَتْهُ الْمَلَائِكَةُ وَهُوَ قَائِمٌ يُصَلِّي فِي الْمِحْرَابِ أَنَّ اللَّهَ يُبَشِّرُكَ بِيَحْيَى مُصَدِّقًا بِكَلِمَةٍ مِنَ اللَّهِ وَسَيِّدًا وَحَصُورًا وَنَبِيًّا مِنَ الصَّالِحِينَ ۝٣٩﴾.

### الصابئة المندائيون
يعتبر يوحنا المعمدان، أو يهيى يهانا أعظم نبي للمندائيين، حيث يُقدس المندائيون يهيى مصوانا ويؤمنون به، ويسمى عندهم يحيى، كما ويُشير إليه المندائيون أيضًا باسم يهيى بر زكريا أي يهيى ابن زكريا. وهو آخر وأعظم الأنبياء والمعلمين عندهم. يلعب يهيى يهانا دورًا كبيرًا في نصوصهم الدينية؛ حيث وفقا لنص من كتابهم الأقدس كنزا ربا، فأن يحيى مات على يد أحد الملائكة، الذي ظهر له على هيئة طفل عمره ثلاث سنوات طفل ليصبغه. فظن يحيى أنه ملاك وعلم ما أرسل إليه، وبمجرد أن لمس يده، مات على الفور. بعد ذلك، دفن الملاك يحيى.
المندائيون لا يؤمنون أن دينهم بدأ مع يوحنا المعمدان، بل أن معتقداتهم تعود إلى نبيهم الأول آدم. وفقًا للمندائية، كان يوحنا معلمًا عظيمًا، ناصورائي اي حافظ الدين ومجدد للإيمان. وتُوضح النصوص المندائية بشكل كبير أن المندائيين الأوائل كانوا مخلصين للغاية ليهيى ونظروا إليه على أنه مصلح نبوي للتقليد المندائي. يعتقد ج. باكلي، وشيناسي غوندو أن المندائيين على الأرجح لديهم صلة تاريخية مع تلاميذ يوحنا الأصليين. يعتقد المندائيون أن يوحنا كان متزوجًا، من زوجته المسماة أنهار ، وكان لديه أطفال.
يتفق المندائيين على أنه عمد يسوع، إلا أنهم يرفضون الاعتراف بإن يسوع منقذ أو نبي.

### نظرة الغنوصيين
يعتقد الغنوصيين، أن يوحنا المعمدان تجسيد للنبي إيليا. في اعتقادهم، لأن إيليا من أنبياء العهد القديم، لذا فإن إيليا لا يعرف الله الحق (الله في العهد الجديد)، وبالتالي كان لا بد من أن تتناسخ روحه طبقا لللاهوت الغنوصي، وذلك طبقا لنبوءة النبي ملاخي، بأنه يجب أن يعود إيليا أولا ليبشر بقدوم يسوع المسيح.

### وجهة النظر الدرزية
يُكرم التقليد الدرزي العديد من "المرشدين" و"الأنبياء"، ويُكَرَّم يوحنا المعمدان كنبي. يُكرم الدروز يوحنا المعمدان والذي يُعتبر شخصية مركزية في المعتقدات الدرزية. يعتقد الدروز، مثل بعض المسيحيين، أن إيليا (الخضر) عاد في هيئة يوحنا المعمدان، وذلك لأنهم يؤمنون بالتناسخ والتقمص.

### نظرة البهائية
ورد ذكر يوحنا المعمدان في العديد من كتابات بهاء الله، مؤسس البهائية، وهو يعتبر عند البهائيين بوصفها نبي. ادعى بهاء الله أن حضرة الباب، وكان تجسيدا لعودة يوحنا المعمدان الروحية. ورغم ذلك، يضع البهائيين حضرة الباب في منزلة أعلى بكثير من يوحنا المعمدان.

### كنيسة الموحدين
يعتقد أتباع كنيسة الموحدين الكورية المنشأ، بأن الله أرسل يوحنا لمساعدة يسوع لينشر رسالته في أرض يهودا. وكان على يوحنا أن يبذل قصارى جهده لإقناع الشعب اليهودي أن يسوع هو المسيا. كان هذه المهمة ضرورية لضمان نجاح يسوع في تبليغ رسالته. إلا أن فشل يوحنا في مهمته كان هو العقبة الرئيسية أمام يسوع لتبليغ رسالته.

## معرض الصور

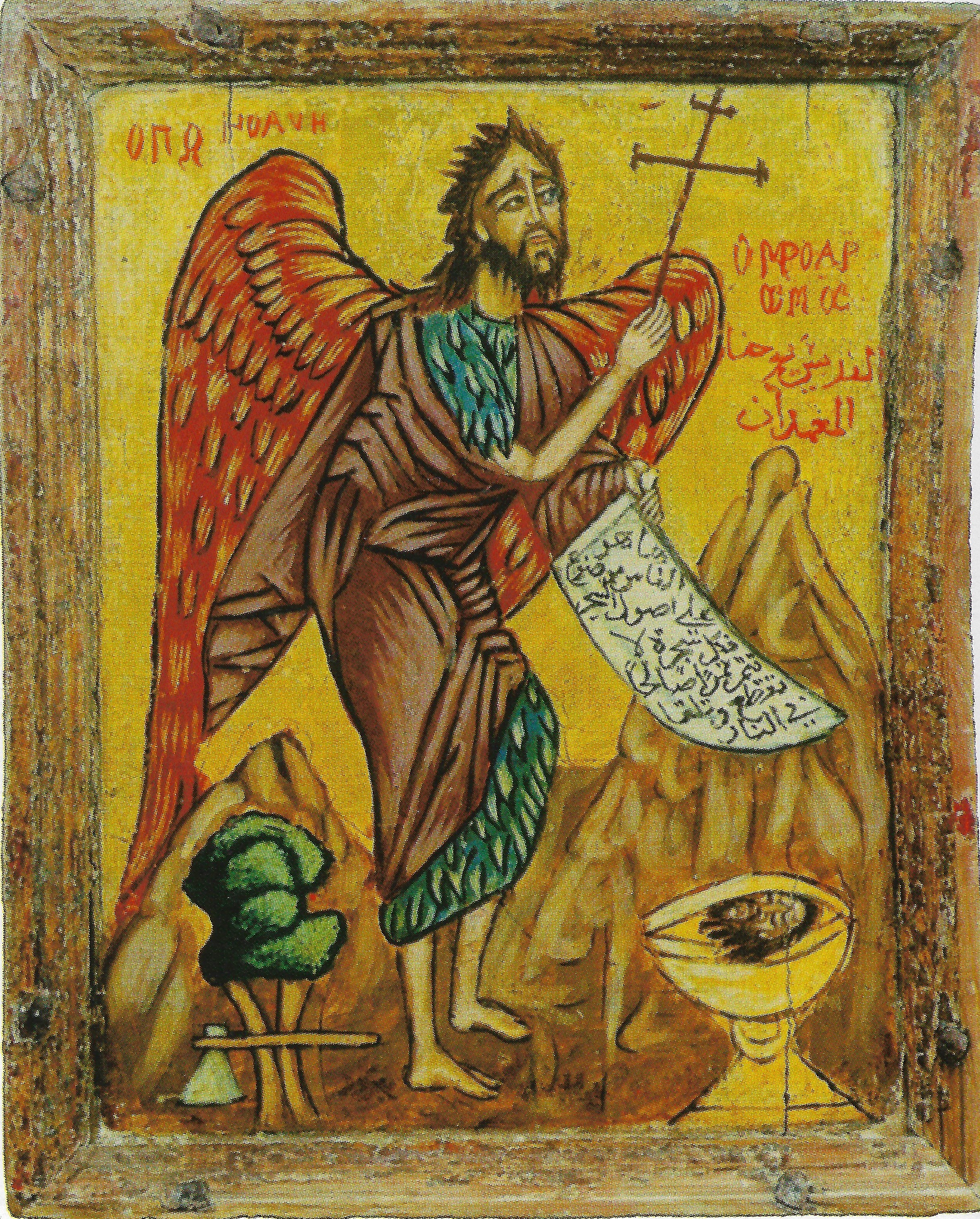